# Campeonato da Oceania de Atletismo de 2000
O Campeonato da Oceania de Atletismo de 2000 foi a 5ª edição da competição organizada pela Associação de Atletismo da Oceania entre os dias 24 a 26 de agosto de 2000. Nessa edição foram convidadas 10 nações africanas, tendo como sede o Estádio de Atletismo SA, na cidade de Adelaide, na Austrália, sendo disputadas 40 provas (21 masculino e 19 feminino). Teve como destaque a Nova Zelândia com 20 medalhas no total, 11 de ouro. 

## Medalhistas
Esses foram os resultados da competição. 

### Masculino
| Evento                                     | Ouro                            | Ouro     | Prata                                    | Prata    | Bronze                                   | Bronze   |
| ------------------------------------------ | ------------------------------- | -------- | ---------------------------------------- | -------- | ---------------------------------------- | -------- |
| 100 metros                                 | Peter Pulu · Papua-Nova Guiné   | 10.46w   | Leone Veresa · Fiji                      | 10.72w   | Reuben Apuri · Ilhas Salomão             | 10.74w   |
| 100 metros (convite/exposição)             | Ibrahim Meité · Costa do Marfim | 10.34    | Nnamdi Anusim · Nigéria                  | 10.37    | Frank Nwakpa · Nigéria                   | 10.43    |
| 200 metros                                 | Peter Pulu · Papua-Nova Guiné   | 21.39w   | Craig Bearda · Nova Zelândia             | 21.81w   | Leone Veresa · Fiji                      | 21.85w   |
| 200 metros (convite/exposição)             | Enefiok Udo-Obong · Nigéria     | 20.80    | Amrose Ezenwa · Nigéria                  | 21.03    | Ezrah Sambu · Quênia                     | 21.09    |
| 400 metros                                 | Jeffrey Bai · Papua-Nova Guiné  | 48.50    | Jeremy Dixon · Nova Zelândia             | 48.81    | Ivan Wakit · Papua-Nova Guiné            | 48.83    |
| 400 metros (convite/exposição)             | Hyginus Anugo · Nigéria         | 47.48    | Philip Mukomana · Zimbabwe               | 47.49    | Benjamin Youla · República do Congo      | 48.08    |
| 800 metros                                 | Isireli Naikelekelevesi · Fiji  | 1:51.49  | Aaron Coles · Austrália                  | 1:56.73  | Gerard Solomon · Vanuatu                 | 1:58.61  |
| 800 metros (convite/exposição)             | Crispen Mutakanyi · Zimbabwe    | 1:51.08  | Michael Bond · Austrália                 | 1:55.51  |                                          |          |
| 1 500 metros 1.)                           | Russell Hasu · Papua-Nova Guiné | 4:09.58  | Peter Paul Enkae · Vanuatu               | 4:11.57  | Gerard Solomon · Vanuatu                 | 4:13.61  |
| 1 500 metros (convite/exposição)           | Julius Ogwang · Uganda          | 3:45.27  | Youcef Abdi · Austrália                  | 3:45.45  | Nick Howarth · Austrália                 | 3:45.90  |
| 5 000 metros 2.)                           | Brent Butler · Guam             | 15:36.83 | David Kanie · Papua-Nova Guiné           | 15:43.68 | Darren Peacock · Austrália               | 15:49.91 |
| 10 000 metros                              | Brent Butler · Guam             | 32:36.39 | David Kanie · Papua-Nova Guiné           | 32:38.13 | McPherson Suharo · Ilhas Salomão         | 35:09.68 |
| 110 metros barreiras 3.)                   | Joseph Rodan II · Fiji          | 14.91w   | Ivan Wakit · Papua-Nova Guiné            | 15.03w   | Aleki Toetu'u Sapoi · Tonga              | 15.14w   |
| 400 metros barreiras                       | Ivan Wakit · Papua-Nova Guiné   | 52.40    | Mowen Boino · Papua-Nova Guiné           | 52.50    | Aleki Toetu'u Sapoi · Tonga              | 53.57    |
| 3.000 metros com obstáculos                | Primo Higa · Ilhas Salomão      | 9:58.06  | Ketson Kabiriel · Marianas Setentrionais | 12:15.35 | Normanson Mobel · Marianas Setentrionais | 13:25.36 |
| Meia maratona 4.)                          | David Kanie · Papua-Nova Guiné  | 1:12:43  | Darren Peacock · Austrália               | 1:14:37  | Karl Bernard · Nova Caledônia            | 1:14:55  |
| 4×100 metros estafetas                     | Papua-Nova Guiné                | 41.96    | Fiji                                     | 42.78    | Tonga                                    | 43.37    |
| 4×100 metros estafetas (convite/exposição) | Nigéria                         | 39.85    | Costa do Marfim                          | 39.87    | Serra Leoa                               | 40.61    |
| 4×400 metros estafetas                     | Papua-Nova Guiné                | 3:18.56  | Nova Zelândia                            | 3:25.84  | Fiji                                     | 3:27.39  |
| 4×400 metros estafetas (convite/exposição) | Nigéria                         | 3:07.09  | Quênia                                   | 3:07.19  | Zimbabwe                                 | 3:09.00  |
| Salto em altura                            | Glen Peterson · Austrália       | 2.00     | Sandy Katusele · Papua-Nova Guiné        | 1.95     | Lorima Vunisa · Fiji                     | 1.90     |
| Salto com vara 5.)                         | Éric Reuillard · Nova Caledônia | 4.80     | Warren Tavergeux · Nova Caledônia        | 4.10     | Tokaikolo Latapu · Tonga                 | 3.10     |
| Salto em comprimento 6.)                   | David Lane · Nova Zelândia      | 7.10     | Joseph Rodan II · Fiji                   | 6.99     | Jean-Jacques Diela · Nova Caledônia      | 6.85     |
| Salto triplo 7.)                           | Fagamanu Sofai · Samoa          | 14.92    | Jean-Jacques Diela · Nova Caledônia      | 14.65    | Scott Clements · Nova Zelândia           | 14.62    |
| Arremesso de peso 8.)                      | Hohepa Poihipi · Nova Zelândia  | 14.03    | Motekiai Ta'ufa · Tonga                  | 12.57    | Brentt Jones · Ilha Norfolk              | 11.38    |
| Lançamento de disco 9.)                    | Hohepa Poihipi · Nova Zelândia  | 47.85    | Motekiai Ta'ufa · Tonga                  | 39.42    | Jonathan Rozborski · Guam                | 37.93    |
| Lançamento do martelo                      | Brentt Jones · Ilha Norfolk     | 55.01    | Daniel Goulding · Austrália              | 54.93    | Andrew Ratawa · Fiji                     | 40.87    |
| Lançamento do dardo                        | James Goulding · Fiji           | 68.37    | Oren Dalton · Nova Zelândia              | 63.59    | Andrew Ratawa · Fiji                     | 61.12    |

1.): O evento dos 1500 metros foi vencido por Michael Bond, da Austrália, em 4: 03.11, como convidado.

2.): O evento dos 5000 metros foi vencido por Job Sikoria, de Uganda, em 14: 57.62, como convidado

3.): O evento dos 110 metros com barreiras foi vencido por Moses Oyiki Orode, da Nigéria, em 14,34 como convidado.

4.): O evento da meia maratona foi vencido por Job Sikoria, do Uganda, em 1:09:10; o 2º foi Lucky Bhembe, da Suazilândia, em 1: 11: 15,00, ambos disputando como convidados.

5.): O evento do salto com vara foi vencido por Chris Lovell, da Austrália, em 4,90m; o segundo foi Tom Lovell, da Austrália, em 4,90m, ambos competindo como convidado.

6.):  O evento de salto em comprimento foi vencido por Idika Uduma da Nigéria em 7,54m; o terceiro foi Ike Olekaibe da Nigéria em 7,03m, ambos competindo como um convidado.

7.): O evento do salto triplo foi vencido por Oluyemi Sule da Nigéria em 15,88m; o 2º foi Ike Olekaibe da Nigéria em 15,86m, ambos competindo como convidados.

8.): O evento do arremesso de peso foi vencido por Chima Ugwu, da Nigéria, em 19,53m, competindo como convidado.

9.): O evento do lançamento de disco foi vencido por Chima Ugwu, da Nigéria, em 53,38m, competindo como convidado

### Feminino
| Evento                         | Ouro                             | Ouro     | Prata                               | Prata   | Bronze                           | Bronze  |
| ------------------------------ | -------------------------------- | -------- | ----------------------------------- | ------- | -------------------------------- | ------- |
| 100 metros                     | Litiana Miller · Fiji            | 12.03    | Nicola Morris · Nova Zelândia       | 12.10   | Laurence Upigit · Nova Caledônia | 12.13   |
| 100 metros (convite/exposição) | Benedicta Ajidau · Nigéria       | 11.53w   | Louise Ayetotche · Costa do Marfim  | 11.55w  | Kay Iheagwam · Nigéria           | 11.89w  |
| 200 metros                     | Nicola Morris · Nova Zelândia    | 25.14w   | Litiana Miller · Fiji               | 25.32w  | Ann Mooney · Papua-Nova Guiné    | 25.33w  |
| 200 metros (convite/exposição) | Omotayo Akinremi · Nigéria       | 23.47w   | Rosemary Okafor · Nigéria           | 23.85w  | Doris Jacobs · Nigéria           | 24.16w  |
| 400 metros 1.)                 | Mary Estelle Kapalu · Vanuatu    | 55.37    | Ann Mooney · Papua-Nova Guiné       | 55.97   | Vasiti Vatureba · Fiji           | 57.39   |
| 800 metros 2.)                 | Rochelle Heron · Nova Zelândia   | 2:14.26  | Ann Mooney · Papua-Nova Guiné       | 2:20.11 | Corrie Minshull · Austrália      | 2:22.42 |
| 1 500 metros 3.)               | Salome Tabuatalei · Fiji         | 5:15.11  |                                     |         |                                  |         |
| 5 000 metros 4.)               | Vasa Tulahe · Tonga              | 19:58.34 |                                     |         |                                  |         |
| 100 metros barreiras 5.)       | Laurence Upigit · Nova Caledônia | 14.86    | Brooke Rangi · Nova Zelândia        | 14.93   | Rosalei Tennant · Austrália      | 15.04   |
| 400 metros barreiras 6.)       | Mary Estelle Kapalu · Vanuatu    | 60.62    |                                     |         |                                  |         |
| 2.000 metros com obstáculos    | Jacqui Falconer · Nova Zelândia  | 7:10.86  |                                     |         |                                  |         |
| 4×100 metros estafetas 7.)     | Nova Zelândia                    | 48.36    | Fiji                                | 48.46   | Papua-Nova Guiné                 | 48.74   |
| 4×400 metros estafetas         | Nova Zelândia                    | 3:54.19  | Austrália                           | 4:27.62 |                                  |         |
| Salto em altura                | Tatum Rickard · Nova Zelândia    | 1.68     | Brooke Rangi · Nova Zelândia        | 1.65    |                                  |         |
| Salto com vara                 | Nikki Beckett · Nova Zelândia    | 3.20     |                                     |         |                                  |         |
| Salto em comprimento 8.)       | Siulolo Liku · Tonga             | 6.15     | Tatum Rickard · Nova Zelândia       | 6.07    | Laurence Upigit · Nova Caledônia | 6.05    |
| Salto triplo 9.)               | Tatum Rickard · Nova Zelândia    | 11.87    | Jessica Taoupoulou · Nova Caledônia | 10.75   | Taati Eria · Kiribati            | 10.22   |
| Arremesso de peso 10.)         | Ana Po'uhila · Tonga             | 14.36    | Melehifo Uhi · Tonga                | 13.75   | Siniva Marsters · Ilhas Cook     | 10.74   |
| Lançamento de disco 11.)       | Melehifo Uhi · Tonga             | 47.04    | Helen Wallis · Austrália            | 41.34   | Ana Po'uhila · Tonga             | 38.41   |
| Lançamento do martelo          | Sharyn Tennent · Austrália       | 47.42    | Helen Wallis · Austrália            | 43.63   | Ana Po'uhila · Tonga             | 35.29   |
| Lançamento do dardo            | Ana Po'uhila · Tonga             | 42.32    | Latai Sikuvea · Tonga               | 39.49   | Tracey Hawken · Austrália        | 36.42   |

1.): O evento dos 400 metros foi vencido por Kudirat Akhigbe, da Nigéria, em 54,86, como convidada 

2.): O evento dos 800 metros foi vencido por Léontine Tsiba, da República do Congo, em 2: 05.38; a segunda foi por Julia Sakara, do Zimbábue, em 2: 09.53; e a terceira Dupe Osime, da Nigéria, em 2: 10.67, todos como convidadas. 

3.): O evento dos 1500 metros foi vencido por Léontine Tsiba, da República do Congo, em 4: 23.12; a segunda foi Catherine Webombesa, de Uganda, em 4: 25.72, ambos como convidadas

4.):  O evento dos 5000 metros foi vencido por Dorcus Inzikuru do Uganda em 16: 12.0;  a segunda foi Samukeliso Moyo do Zimbábue em 17: 21.79;  e a terceira Priscilla Mamba da Suazilândia em 18: 13.87, todos correndo como convidadas.

5.): O evento dos 100 metros com obstáculos foi vencido por Imeh Akpan, da Nigéria, em 13,99, como convidada.

6.): O evento dos 400 metros com obstáculos foi vencido por Esther Erharuyi, da Nigéria, em 58,27, como convidada.

7.): O evento do revezamento 4x100 metros foi vencido pela Nigéria em 45,57, como convidadas.

8.): O evento de salto em comprimento foi vencido por Chinedu Odozor da Nigéria em 6,39m;  a segunda foi Oluchi Elechi da Nigéria em 6,30m, ambos competindo como convidadas.

9.): O evento de salto triplo foi vencido por Grace Efago da Nigéria em 12,75m;  a segunda foi Jane Denning da Austrália em 12,56m, ambos competindo como convidadas.

10.): O arremesso de peso foi vencido por Vivian Chukwuemeka, da Nigéria, em 17,67m; a quarta foi Alifatou Djibril, do Togo em 12,87m, ambos competindo como convidadas.

11.): No evento do lançamento do disco, Alifatou Djibril, do Togo, foi a segunda competidora como convidada. 

## Quadro de medalhas
| Ordem | País                   | Medalha de ouro | Medalha de prata | Medalha de bronze | Total |
| ----- | ---------------------- | --------------- | ---------------- | ----------------- | ----- |
| 1     | Nova Zelândia          | 11              | 8                | 1                 | 20    |
| 2     | Papua-Nova Guiné       | 7               | 8                | 3                 | 18    |
| 3     | Fiji                   | 5               | 5                | 6                 | 16    |
| 4     | Tonga                  | 5               | 4                | 6                 | 15    |
| 5     | Austrália              | 2               | 6                | 4                 | 12    |
| 6     | Nova Caledônia         | 2               | 3                | 4                 | 9     |
| 7     | Vanuatu                | 2               | 1                | 2                 | 5     |
| 8     | Guam                   | 21              | 0                | 1                 | 3     |
| 9     | Ilhas Salomão          | 1               | 0                | 2                 | 3     |
| 10    | Ilha Norfolk           | 1               | 0                | 1                 | 2     |
| 11    | Samoa                  | 1               | 0                | 0                 | 1     |
| 12    | Marianas Setentrionais | 0               | 1                | 1                 | 2     |
| 13    | Ilhas Cook             | 0               | 0                | 1                 | 1     |
| 13    | Kiribati               | 0               | 0                | 1                 | 1     |
| Total | Total                  | 39              | 36               | 33                | 108   |

## Participantes (não oficial)
Foi relatada a participação de atletas de 19 países e 10 países convidados da África. Além disso, alguns atletas australianos competiram como convidados.
| - Samoa Americana - Austrália - Ilhas Cook - Fiji - Guam - Kiribati - Estados Federados da Micronésia | - Nauru - Nova Caledônia - Nova Zelândia - Ilha Norfolk - Marianas Setentrionais - Palau | - Papua-Nova Guiné - Samoa - Ilhas Salomão - Polinésia Francesa - Tonga - Vanuatu |

Países convidados africanos:
| - República do Congo - Costa do Marfim - Quênia - Mali | - Nigéria - Serra Leoa - Essuatíni | - Togo - Uganda - Zimbabwe |